# Министерство геологии СССР
Министерство геологии СССР (Мингео СССР) — союзно-республиканское министерство, осуществлявшее руководство изучением недр. Образовано в 1946 г. как общесоюзное в целях комплексного и планомерного геологического изучения недр страны, обеспечения запасами полезных ископаемых потребностей народного хозяйства и для лучшей организации охраны недр. Упразднено 1 декабря 1991 г., имущество, предприятия и организации переданы Министерству экологии и природных ресурсов РСФСР

## История
Руководство геологической отраслью осуществляли:
- Геологический комитет (1882—1929, с 1919 в составе ВСНХ)
- Главное геологоразведочное управление (ГГРУ) при Президиуме ВСНХ (1929—1931)
- Всесоюзное геологоразведочное объединение (ВГРО) «Союз-геологоразведка» Наркомата тяжёлой промышленности СССР (1931—1937)
- Главное геологическое управление Наркомата тяжёлой промышленности СССР (1937—1939)
- Комитет по делам геологии при СНК СССР (1939—1946)
- Министерство геологии СССР (1946—1953, общесоюзное) (упразднено в 1953 г. — О преобразовании министерств СССР)
- Министерство геологии и охраны недр СССР (создано 31 марта 1953—1963, с 12 января 1956 года преобразовано в союзно-республиканское)
- Государственный геологический комитет СССР (1963—1965)
- В 1965 году комитет преобразован в союзно-республиканское Министерство геологии СССР[3].

## Структура
В соответствии с генеральной схемой управления отраслью с 1981 в Мингео СССР существовало девяносто объединений, в том числе — три всесоюзных: производственные геологические, научно-производственные и производственные объединения (главное звено).
Основной производственной единицей являлись экспедиции (в 1982 их было 620), ведущие геолого-разведочные работы. В состав объединений были включены четырнадцать НИИ; десять институтов подчинялись республиканским министерствам и управлениям геологии союзных республик. Управление отраслью велось по двухзвенной и трёхзвенной системе, что позволяло осуществить комплекс мер по специализации и концентрации работ на главных направлениях в объединениях, повышало эффективность использования основных фондов, трудовых, материальных и финансовых ресурсов.

## Деятельность
Министерство геологии СССР осуществляло руководство порученной ему отраслью, как правило, через министерства геологии и другие союзно-республиканские органы геологии союзных республик (Мингео РСФСР, Мингео УССР, Мингео Казахской ССР, Мингео Узбекской ССР, управления геологии при Советах Министров союзных республик, всесоюзные объединения) и управляло организациями, предприятиями и учреждениями союзного подчинения непосредственно или через создаваемые им органы.
Организации министерства:
- вели поисковые и разведочные работы на твердые полезные ископаемые, нефть, газ и подземные воды на территории страны, морском шельфе (кроме глубокого бурения), дне морей и океанов;
- осуществляли региональные геологические, геофизические, гидрогеологические, инженерно-геологические и другие виды наземных, аэрогеологических и космических съёмок в целях изучения геологического строения, для нужд промышленности, сельского хозяйства и строительства;
- производили различную геологоразведочную технику, геофизическую аппаратуру;
- выполняли строительно-монтажные работы для отрасли;
- оказывали техническое содействие зарубежным странам в проведении геологоразведочных работ.

Министерство геологии являлось головной организацией в СССР по изучению недр Земли сверхглубоким бурением, совместно с соответствующими министерствами и ведомствами оценивало текущую и перспективную обеспеченность отраслей горнодобывающей промышленности разведанными запасами полезных ископаемых, разрабатывало мероприятия по повышению этой обеспеченности и качества проводимых геологоразведочных работ, участвовало в планировании геологоразведочных работ, осуществляемых предприятиями и организациями других министерств и ведомств.
Министерство осуществляло государственный геологический контроль за правильным проведением на территории СССР геологических работ, проводило государственную регистрацию геологоразведочных работ, выполняемых организациями и предприятиями независимо от их ведомственной подчинённости, осуществляло контроль за охраной подземных вод от истощения и загрязнения.
Также Мингео СССР занималось следующими видами деятельности:
- утверждало с участием заинтересованных министерств и ведомств обоснованность прогнозных оценок запасов полезных ископаемых по важнейшим месторождениям, экономическим районам и по СССР в целом;
- учитывало месторождения и запасы полезных ископаемых, составляло сводные балансы запасов важнейших видов полезных ископаемых по СССР с использованием данных, получаемых от всех министерств и ведомств;
- устанавливало обязательный для всех организаций, предприятий и учреждений порядок представления во Всесоюзный геологический фонд геологических материалов и пользования этими материалами, осуществляло централизованное их хранение;
- разрабатывало и утверждало обязательные для всех организаций и предприятий, осуществляющих геологоразведочные работы (за исключением глубокого разведочного бурения на нефть и газ), нормативы расхода на геологоразведочные работы основных материалов, топлива и запасных частей и другие нормативы для составления проектов и смет на геологоразведочные работы, а также инструкции и методические указания по вопросам планирования, проектирования, финансирования, учёта и производства геологоразведочных и связанных с ними научно-исследовательских и опытно-конструкторских работ;
- При министре Сидоренко была организована школа-мастерская «Лаборатория малых скульптурных форм» (под руководством главного художника министерства Василия Коноваленко). Целью программы было расширить применение самоцветным сокровищам СССР.

## Руководители
- 1939—1949 — Малышев, Илья Ильич
- 1949—1953 — Захаров, Пётр Андреевич
- 1953—1962 — Антропов, Пётр Яковлевич
- 1962—1975 — Сидоренко, Александр Васильевич
- 1975—1989 — Козловский, Евгений Александрович
- 1989—1991 — Габриэлянц, Григорий Аркадьевич